# Camaridium tigrinum
Camaridium tigrinum är en orkidéart som först beskrevs av Charles Schweinfurth, och fick sitt nu gällande namn av Mario Alberto Blanco. Camaridium tigrinum ingår i släktet Camaridium och familjen orkidéer. Inga underarter finns listade i Catalogue of Life.